# Margaret Amosu
Margaret Amosu (falecida em 2005) foi uma bibliotecária britânica-nigeriana. Ela foi bibliotecária na Universidade de Ibadan de 1963 a 1977.

## Vida
Margaret Amosu nasceu em 3 de agosto de 1920 em Ilford, perto de Londres. Ela foi educada na Harrow Weald County School, onde foi ensinada por James Britten, Nancy Martin e Harold Rosen. Em 1938, ela ingressou no Exército Terrestre e depois trabalhou como rebitadora em uma fábrica de aeronaves. Comunista, sindicalista e internacionalista, como delegada sindical, ela garantiu que as trabalhadoras recebessem o valor integral por seus empregos na fábrica.
Em 1944, ela se apaixonou por Arthur Melzer, um comunista tchecoslovaco. Em 1945, ele descobriu que sua família havia sobrevivido à ocupação alemã e voltou para eles, dias antes do nascimento de sua filha Vaughan. Lutando contra o preconceito como uma mãe solteira, Margaret tornou-se bibliotecária no Chester Beatty Cancer Research Institute em 1948. Em 1957, ela se casou com o ativista anticolonial nigeriano Nunasu Amosu, que estava estudando na Grã-Bretanha. A filha deles nasceu em 1960 e em 1963 mudou-se para Ibadan e tornou-se bibliotecária na Universidade de Ibadan. Lá ela publicou uma bibliografia da escrita criativa africana, ajudou a desenvolver um currículo centrado na África e supervisionou a construção de uma nova biblioteca como bibliotecária médica do principal hospital-escola do país.
Em 1977, ela voltou para a Inglaterra, tornando-se bibliotecária da Phaidon Press em Oxford.

## Trabalho
- A preliminary bibliography of creative African writing in the European languages, 1960
- Nigerian theses; a list of theses on Nigerian subjects and of theses by Nigerians, 1965
- (ed. with O. Soyinka and E. O. Osuniana) 25 years of medical research, 1948-1973: a list of the papers published by past and present members of the Faculty of Medicine of the University of Ibadan from its foundation to November 1973, 1973